# Quercus pungens
Espèce
Classification phylogénétique
Répartition géographique
Synonymes
- Quercus undulata var. pungens (Liebm.) Engelm., 1877
- Quercus undulata var. wrightii Engelm., 1876[1],[2]

Statut de conservation UICN

 LC  : Préoccupation mineure
Quercus pungens, de nom commun Chêne papier de verre, est une espèce de plante à fleurs de la famille des Fagaceae et du genre Quercus (Chênes) originaire d'Amérique du Nord.

## Description
Le Chêne papier de verre peut être un arbre pouvant atteindre 12 mètres de haut ou un grand arbuste formant des fourrés. L'écorce est brun clair et fissurée. Les rameaux sont gris, avec de courts poils veloutés, devenant lisses avec l'âge. Les bourgeons sont brun-rouge foncé, peu couverts de poils.
Les feuilles coriaces sont semi-persistantes, d'un vert brillant brillant au début, mais devenant plus foncées avec l'âge. C'est leur texture rugueuse, causée par de minuscules bases de cheveux persistantes, qui donne à l'arbre son nom de chêne papier de verre. Elles mesurent de 2 à 4 cm de long pour 1,5 à 3 cm de large.
L'inflorescence, qui apparaît au printemps, est rougeâtre, les chatons femelles ayant une à trois fleurs et les chatons mâles le même nombre. Les cupules des glands sont peu profondes et couvertes de poils gris denses. Les glands poussent seuls ou par paires et sont brun clair, largement ovoïdes avec un sommet arrondi.

## Répartition

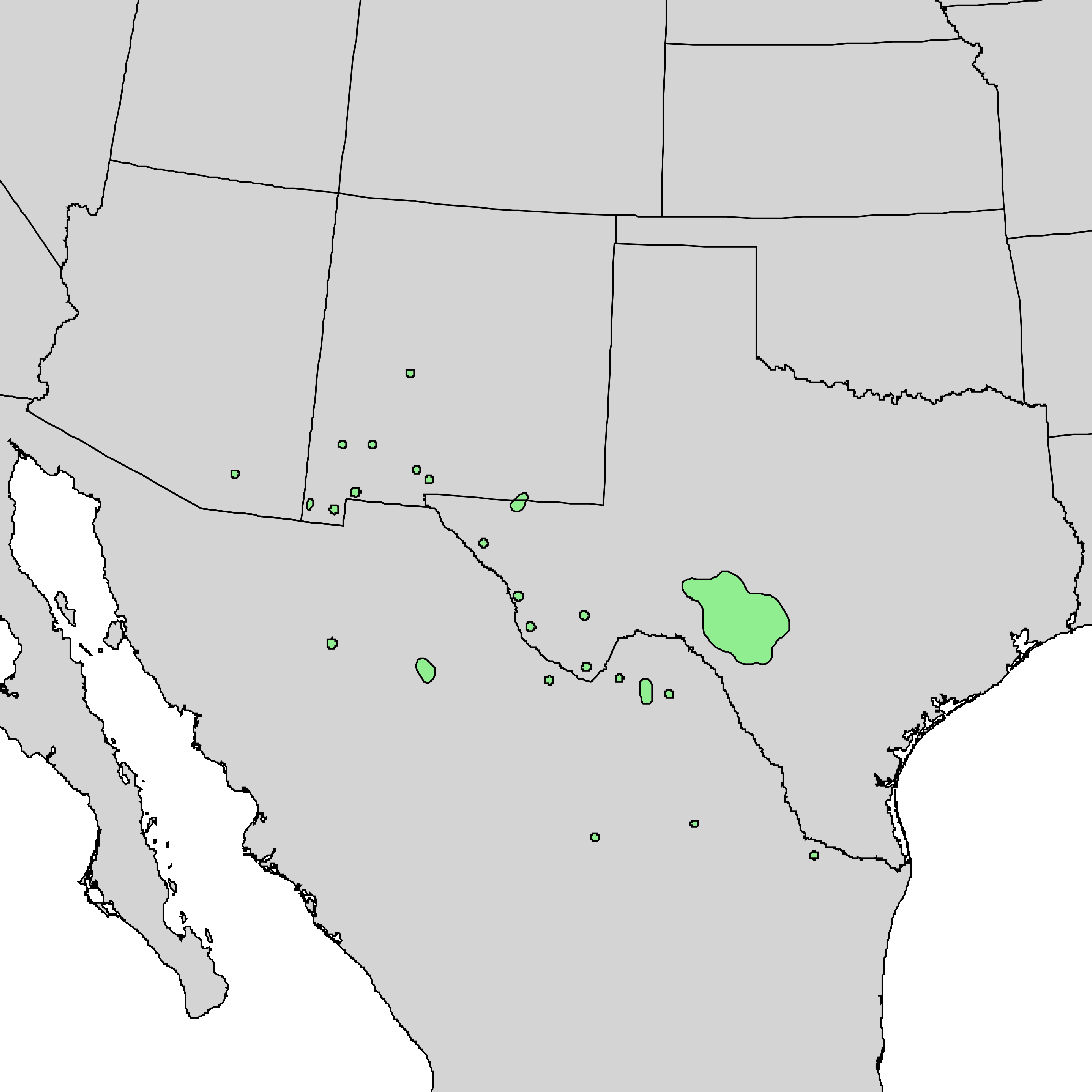
Aire de répartition de Quercus pungens.

Le Chêne papier de verre est abondant au Texas, sur le plateau d'Edwards et dans la région de Trans-Pecos. Il est également présent dans les montagnes Guadalupe et vers l'ouest dans les montagnes du sud-est de l'Arizona et du sud-ouest du Nouveau-Mexique, et dans le nord et l'est du Mexique (Chihuahua, Coahuila, Durango, Nuevo León et Veracruz).

## Écologie
Quercus pungens privilégie des pentes calcaires sèches ou illuminés à une hauteur de 800 à 2 000 mètres d'altitude, dans le chaparral et la savane, généralement dans des communautés de chênes, de genévriers et de pins à pignons. Dans les formations de chaparral des montagnes Guadalupe, il est l'une des espèces dominantes et pousse à côté de Cercocarpus montanus et Ceanothus greggii (en). Il grandit en association avec Quercus mohriana, Juniperus monosperma, Cylindropuntia imbricata, Opuntia phaeacantha, Ungnadia speciosa, Diospyros texana, Erioneuron pilosum (sv) et Quercus fusiformis.
Quercus pungens peut s'hybrider avec Quercus grisea dans les montagnes Guadalupe.